# سوق الورق (مسلسل)

## قصة المسلسل
مدير الجامعة الفاسد “أبو حسام” عزو سلوم حداد ، وهو متورط في الفساد وأب لشاب وفتاة، ومتزوج من سيدة مرح جبر، تتذمر من استمرار حياتها معه، وتعيش بحرية، وتقيم علاقة مع صديق زوجها ومع آخرين؟! أما الدكتور عصام الأستاذ في الجامعة عبد الحكيم قطيفان، بشهادته المزورة، وهو يمثل حالة فساد صارخة، حيث ينغمس في علاقات نسائية متعددة.
فساد وخيانة أستاذ بقسم اللغة الإنجليزية نضال نجم ، وهو  نزيه يواجه الفاسدين ويتصدى لهم.
ويبرز من بين طلاب الجامعة المظلومين "مختار” باسل خياط ، الطالب في السنة الأخيرة، والذي رسب خمس مرات  في مادة واحدة ما يمنعه من التخرج ونيل الشهادة الجامعية، بسبب موقف كيدي من أستاذ المادة، وهو ما يجعله مضطراً للعمل في “مصبغة” لسد حاجاته المادية، بينما يشن عبر مواقع التواصل الاجتماعي حملة على الفساد في الجامعة.
أما الفنان مكسيم خليل ، فيلعب دور طالب جامعي يعاني  معاناة شديدة بسبب مدير الجامعة الفاسد "أبو حسام"
عزو سلوم حداد. وإضافة إلى هذه النماذج من الظالمين والمظلومين، ومن الفاسدين وضحايا الفساد، فإن “سوق الورق” يسلط الضوء على الخيانة الزوجية ومشكلات الشباب السوري، وممارسات بعض أبناء المسؤولين، كما يرصد العلاقات بين مجموعة من طلاب الجامعة، وعلاقاتهم بأسرهم، فضلاً عن اقتحامه لعالم العلاقات بين أساتذة الجامعة بعضهم مع بعض، بحيث يعكس أجواء إدارة الجامعة، كشريحة من المجتمع السوري. .